# Marvin Siebdrath

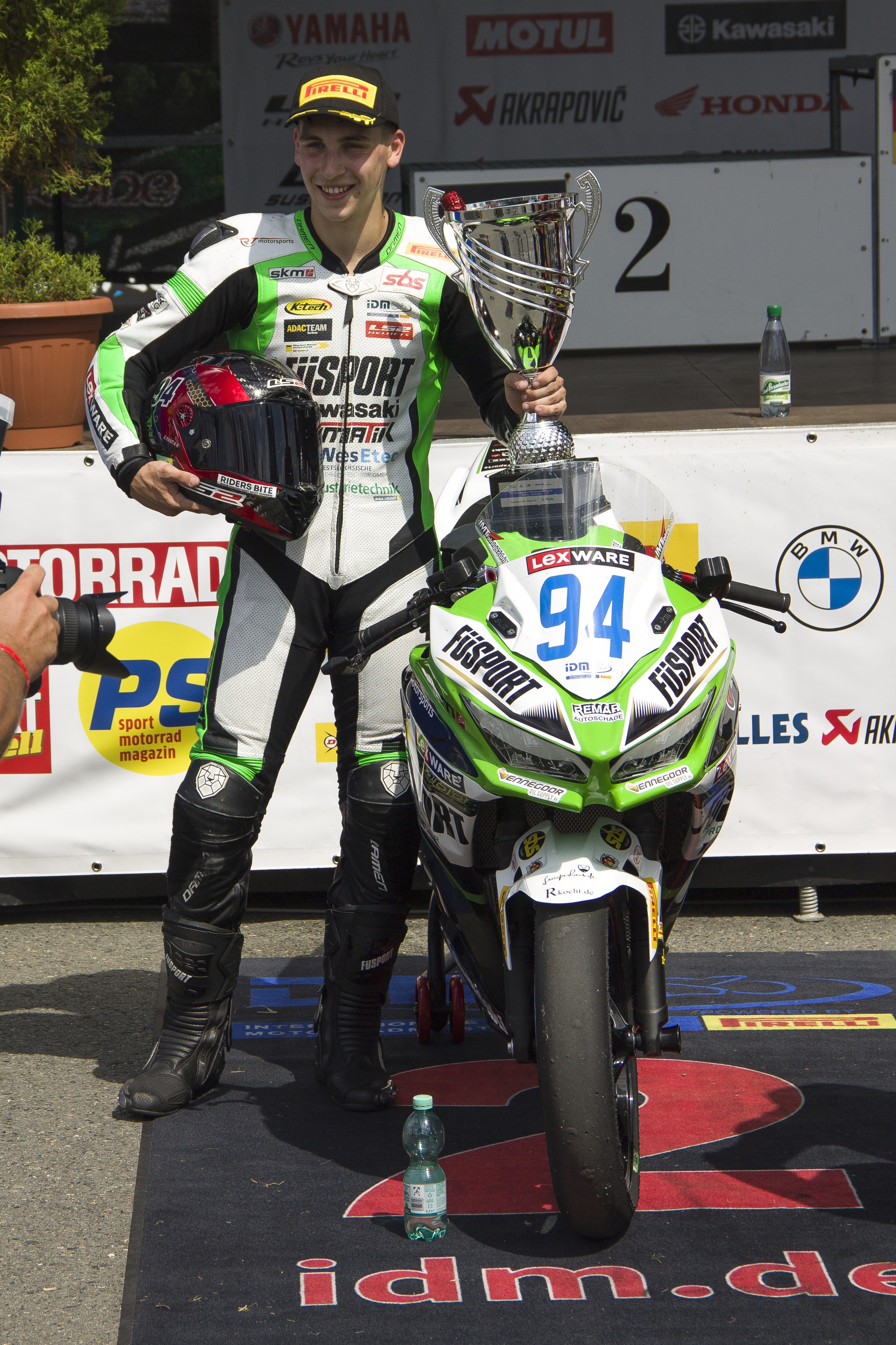
Siebdrath bei der Siegerehrung nach dem Rennen auf dem Schleizer Dreieck 2022

Marvin Siebdrath (* 12. Oktober 2003 in Zwickau) ist ein deutscher Motorradrennfahrer.
Auch sein jüngerer Bruder Mika (* 2009) ist Rennfahrer.

## Karriere

### Anfänge
Nachdem er im Alter von sechs Jahren die erste Berührung mit einem Pocketbike hatte, startete Marvin Siebdrath ab 2010 im „Pocketbike Cup Sachsen“. Er erreichte die Gesamtplatzierungen sechs und vier, im dritten Jahr feierte er den Vizemeistertitel. Durch seine Erfolge bekam er die Chance in dem vom ADAC unterstützten Pocketbike-Cup an den Start zu gehen. Nach einem sechsten Gesamtrang 2012 folgte 2013 der Meistertitel im „ADAC Pocketbike Cup“. Durch zwei erfolgreiche Gaststarts bei den Minibikes startete Siebdraht im „ADAC Minibike Cup“. Auf den vierten Platz 2014 in der Einsteigerklasse folgte 2015 der siebte Gesamtrang in der Nachwuchsklasse.

### Moriwaki Junior Cup, ADAC Northern Europe Cup & European Talent Cup
2016 folgte der Wechsel in den „Moriwaki 250 Junior Cup“. Durch eine Verletzung verpasste Siebdrath mehrere Rennen und schloss die Serie trotzdem auf dem achten Gesamtrang ab. Nachdem der Moriwaki-Cup vor dem Aus stand, bekam Siebdrath 2017 die Möglichkeit auf ein Motorrad im „ADAC Northern Europe Cup“. Nach guten Resultaten am heimischen Sachsenring und im tschechischen Brünn erreichte er am Ende den siebten Gesamtrang. Da ein Jahr später auch der Northern Europe Cup nicht mehr ausgetragen wurde, führte sein Weg in den „European Talent Cup“ (ETC).

### IDM (Internationale Deutsche Motorradmeisterschaft)
Da die neue Saison im ETC nicht wie geplant verlief, entschloss sich Siebdrath Mitte der Saison kurzfristig zu einem Wechsel zum Team „Nutec-RT Motorsport by SKM – Kawasaki“ in die IDM. In der Supersport-300-Klasse pilotierte er eine Kawasaki Ninja 400 und erreichte am Ende mit 86 Punkten den zehnten Rang. Seine besten Ergebnisse im ersten IDM-Jahr waren fünfte Plätze beim Rennen im holländischen Assen sowie bei den beiden Rennen zur Abschlussveranstaltung auf dem Hockenheimring.
Auch in den Folgejahren fuhr Siebdrath weiterhin in der Supersport-300-Klasse der Deutsche Meisterschaft im Team „RT Motorsport by SKM – Kawasaki“. Auf den fünften Platz mit 85 Punkten in der coronabedingt verkürzten Saison 2020 mit seinem ersten IDM-Sieg auf dem Sachsenring folgte im Jahr 2021 der Vizemeistertitel mit 193 Punkten. In diesem Jahr feierte Siebdrath zwei Rennsiege und erreichte insgesamt sechsmal das Podium.
2022 war nach dem zweiten Platz im Vorjahr das Ziel der Gewinn der Meisterschaft. Es entwickelte sich ein Zweikampf zwischen Siebdrath auf seiner Kawasaki und KTM-Pilot Leo Rammerstorfer aus Österreich. Nach mehreren Führungswechseln in der Meisterschaft ging Siebdrath mit sieben Punkten Rückstand ins Saisonfinale auf dem Hockenheimring, wo er sich mit vier Punkten Vorsprung die IDM-SSP300-Meisterschaft sicherte.
2023 verteidigt Siebdrath seinen Titel bei „Kiefer Racing“.

## Statistik

### Erfolge
- 2012 – Vizemeister Pocketbike Cup Sachsen
- 2013 – Meisterschaft ADAC Pocketbike Cup
- 2021 – Vizemeister Supersport-300 auf Kawasaki
- 2022 – Deutscher Supersport-300-Meister auf Kawasaki

### Einzelergebnisse IDM Supersport 300
| Saison | 1            | 1            | 2            | 2            | 3           | 3           | 4          | 4          | 5             | 5             | 6             | 6             | 7          | 7          | Pkt. | Platz |
| ------ | ------------ | ------------ | ------------ | ------------ | ----------- | ----------- | ---------- | ---------- | ------------- | ------------- | ------------- | ------------- | ---------- | ---------- | ---- | ----- |
| 2019   | Lausitzring  | Lausitzring  | Oschersleben | Oschersleben | Schleiz     | Schleiz     | Most       | Most       | Assen         | Assen         | Assen         | Assen         | Hockenheim | Hockenheim | 86   | 10.   |
| 2019   | –            | –            | –            | –            | 7.          | 8.          | 7.         | 7.         | 8.            | NF            | 6.            | 5.            | 5.         | 5.         | 86   | 10.   |
| 2020   | Assen        | Assen        | Sachsenring  | Sachsenring  | Lausitzring | Lausitzring | Hockenheim | Hockenheim |               |               |               |               |            |            | 85   | 5.    |
| 2020   | 5.           | 7.           | 1.           | 14.          | NF          | 5.          | 3.         | 5.         |               |               |               |               |            |            | 85   | 5.    |
| 2021   | Oschersleben | Oschersleben | Most         | Most         | Schleiz     | Schleiz     | Assen      | Assen      | Red Bull Ring | Red Bull Ring | Hockenheim    | Hockenheim    |            |            | 193  | 2.    |
| 2021   | 1.           | 4.           | 5.           | 6.           | 9.          | 3.          | 2.         | 1.         | 4.            | 2.            | 2.            | 4.            |            |            | 193  | 2.    |
| 2022   | Lausitzring  | Lausitzring  | Oschersleben | Oschersleben | Most        | Most        | Schleiz    | Schleiz    | Assen         | Assen         | Red Bull Ring | Red Bull Ring | Hockenheim | Hockenheim | 224  | 1.    |
| 2022   | 3.           | 1.           | 2.           | 18.          | 2.          | 3.          | 3.         | 2.         | 4.            | 5.            | 5.            | 3.            | 2.         | 2.         | 224  | 1.    |
| 2023   | Sachsenring  | Sachsenring  | Oschersleben | Oschersleben | Most        | Most        | Schleiz    | Schleiz    | Red Bull Ring | Red Bull Ring | Assen         | Assen         | Hockenheim | Hockenheim | 43   | 9.    |
| 2023   | 10.          | 11.          | 5.           | 5.           | 10.         | 12.         | -          | -          | -             | -             | -             | -             | -          | -          | 43   | 9.    |